# Typocaeta subfasciata
Typocaeta subfasciata là một loài bọ cánh cứng trong họ Cerambycidae.